# 洪時蕃
洪時蕃（1582年—1627年），字元泰，號震阳，福建漳州府龙溪县人，明朝政治人物。

## 生平
万历二十二年（1594年）甲午科福建乡试举人，三十五年（1607年）丁未科進士，刑部觀政，三十六年授河南辉县知县，三十八年调嵩县，四十一年乞恩，改徽州府教授，四十五年升國子監博士，四十六年升南刑部浙江司主事，四十八年升员外，天启元年升云南司郎中，三年升江西按察司僉事，管屯田水利，本年丁憂，七年起浙江僉事，本年卒。

## 家族
曾祖洪日瑞，以子洪公諧封金華府知府。祖父洪公讚。父洪文馨。母林氏。重庆下。弟時范、時芳。